# Trận cầu sông Big Black
Trận cầu sông Big Black là một trận đánh diễn ra vào ngày 17 tháng 5 năm 1863. Đây là một phần trong Chiến dịch Vicksburg của Nội chiến Hoa Kỳ. Sau khi một đạo quân Liên bang do Thiếu tướng Ulysses S. Grant chỉ huy đánh bại quân đội Hiệp bang của Trung tướng John C. Pemberton tại Trận Champion Hill vào ngày 16 tháng 5, Pemberton đã ra lệnh cho Chuẩn tướng John S. Bowen giữ một đạo quân bọc lót, yểm trợ phía sau tại ngã tư sông Big Black nhằm kéo dài thời gian cho quân Hiệp bang tập hợp lại. Quân Liên bang do Thiếu tướng John McClernand chỉ huy truy đuổi quân Hiệp bang và đụng độ đạo quân bọc lót phía sau của Bowen. Một cuộc tấn công của phe Liên bang đã nhanh chóng phá vỡ đội hình của quân Hiệp bang, khiến họ rút lui trong hỗn loạn.
Nhiều binh sĩ Hiệp bang đã bị bắt và 18 khẩu pháo của họ bị phe Liên bang thu giữ. Những binh lính Hiệp bang trong quá trình rút lui đã đốt cháy cả cây cầu đường sắt qua sông Big Black, cũng như một chiếc thuyền hơi nước đang được dùng như một cây cầu. Những người lính Hiệp bang còn sống sót tiến vào công sự tại Vicksburg, Mississippi và Cuộc vây hãm Vicksburg bắt đầu vào ngày hôm sau.

## Bối cảnh

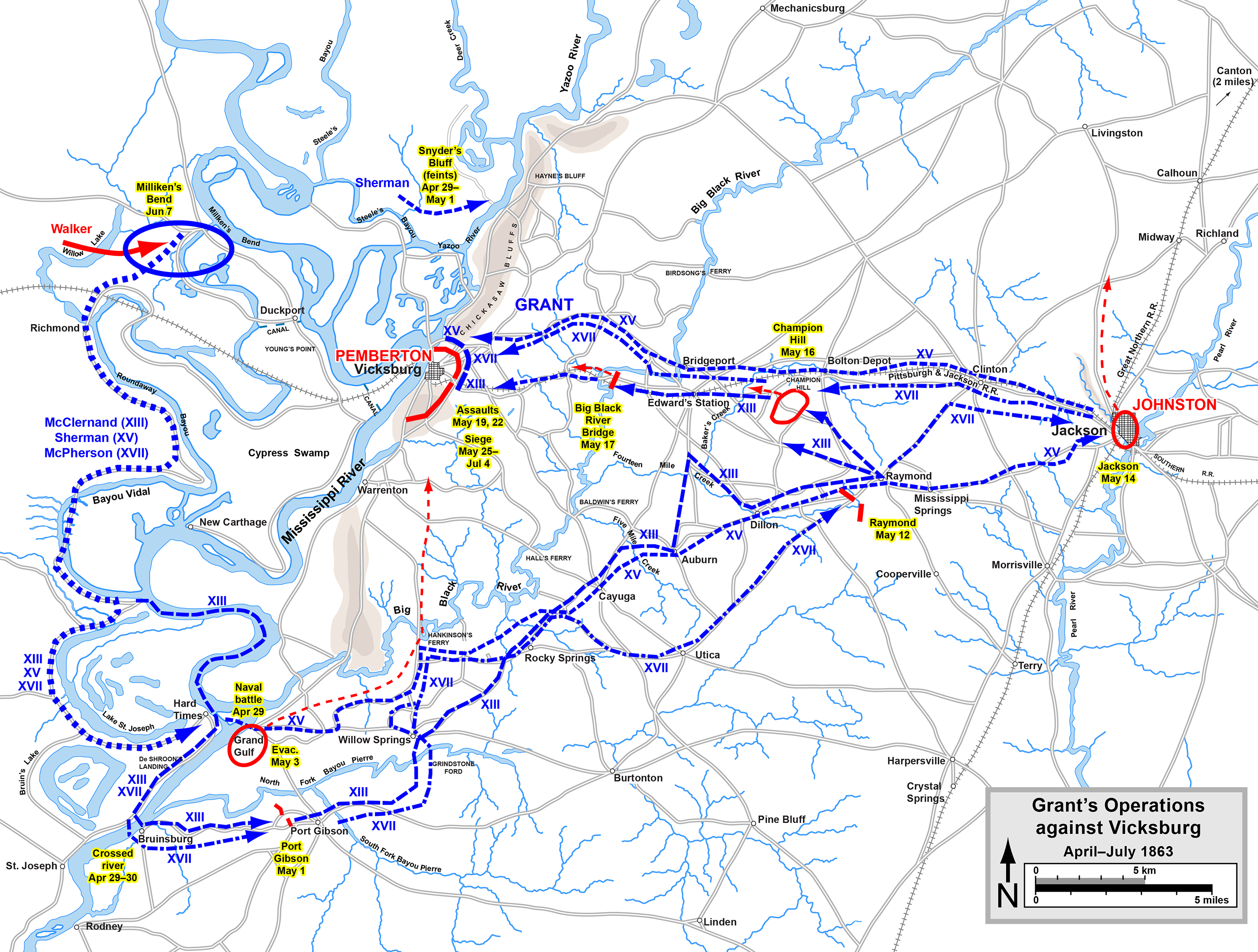
Sơ đồ chiến thuật của Tướng Grant ở Vicksburg

Vào tháng 3 năm 1863, Thiếu tướng Ulysses S. Grant của Quân đội Liên bang đã lên kế hoạch cho một cuộc tấn công nhằm vào thành phố chiến lược quan trọng Vicksburg, Mississippi. Grant xác định rằng đội quân của ông có ba tuyến tấn công có thể để có thể tiến vào Vicksburg: từ phía bắc, từ phía nam và từ bên kia sông Mississippi. Một cuộc tấn công qua sông có khả năng gây ra nhiều thương vong, và nếu tập trung lực lượng ở Memphis, Tennessee cho một cuộc tấn công từ phía bắc có thể gây hiểu nhầm là một cuộc rút lui, điều này sẽ tạo ra bất lợi về mặt chính trị. Do đó Grant quyết định tấn công từ phía nam. Vào ngày 29 tháng 4, các đơn vị thuộc Hải quân Liên bang đã cố gắng bao bọc các công sự của phe Hiệp bang tại Vịnh Grand, Mississippi, nhằm hạ gục họ trong Trận chiến Vịnh Grand. Tuy nhiên, quân Liên bang đã thất bại. Ngay sau đó, bộ binh Liên bang do Thiếu tướng John McClernand chỉ huy đã đổ bộ xuống sông, đẩy quân Hiệp bang ra khỏi pháo đài Grand Bay bằng cách đe dọa đường rút chạy của họ.
Vào ngày 1 tháng 5, binh sĩ Hiệp bang được chỉ huy bởi Chuẩn tướng John S. Bowen, người từng chỉ huy tại trận Grand Gulf trước đó, cố gắng phá vòng vây tại Trận Gibson Port. Mặc dù quân miền Nam chịu thiệt thòi áp đảo về số lượng, nhưng họ vẫn cầm cự được gần như cả ngày cho đến khi bị phe Liên bang đánh tạt sườn đẩy lùi, dẫn đến việc buộc phải rút lui. Ngày 16 tháng 5, Trận Champion Hill bùng nổ. Trung tướng John C. Pemberton đã huy động tất cả lực lượng mình có được nhằm cố gắng ngăn chặn đạo quân của Grant tiếp cận Vicksburg. Các cuộc tấn công của Liên bang đã phần nào làm cho các phòng tuyến của Hiệp bang chao đảo, bất chấp cuộc phản công của sư đoàn do Bowen lĩnh xướng có thể thay đổi thế trận. Tuy nhiên, vào phút chót, quân tiếp viện của Liên bang có mặt và Bowen không cách nào khác là phải lui binh. Quân Liên bang từ đó có thể rảnh tay kiểm soát khu vực này.

## Diễn biến
Vào đêm ngày 16, sau thất bại tại Champion Hill, Pemberton đã thành lập một phòng tuyến tại ngã tư sông Big Black để kéo dài thời gian cho quân đội của mình. Để bảo vệ hậu phương này, Pemberton đã chọn đạo quân Missouri thuộc sư đoàn Bowen, Lữ đoàn Tennessee của Chuẩn tướng John C. Vaughn và Trung đoàn 4 Bộ binh Mississippi. Lực lượng này có khoảng 5.000 người. Phòng tuyến bên trái của quân miền Nam do Chuẩn tướng Martin E. Green thuộc lữ đoàn bộ phận của sư đoàn do Bowen chỉ huy, nắm giữ. Lữ đoàn của Vaughn thì phòng ngự khu vực trung tâm, trong khi bên phải do Đại tá Francis M. Cockrell dẫn dắt. Trung đoàn 4 Bộ binh Mississippi nằm án ngữ giữa khu vực kiểm soát của Cockrell và Vaughn. Lữ đoàn của Vaughn bao gồm nhiều binh sĩ đi lính nghĩa vụ thiếu kinh nghiệm nhưng điềm tĩnh. Lữ đoàn bộ phận của Bowen đã phát hiện thấy một trận chiến ác liệt tại Champion Hill. Phòng tuyến Liên bang được hỗ trợ bởi Pin Missouri của Wade, Pin Missouri của Landis và Pin Missouri của Guibor. Một con đường sắt chạy qua vị trí của phe Hiệp bang, tạo thành một chiếc cầu có thể vượt sông. Ngoài ra, gần đó còn có một tàu hơi nước đỗ sẵn, có thể biến thành một chiếc cầu tạm thời.
Vào sáng ngày 17 tháng 5, Quân đoàn XIII của McClernand tiến về vị trí của Hiệp bang tại sông Big Black. Sư đoàn của Thiếu tướng Eugene A. Carr dẫn đường, đối đầu trực tiếp với các phòng tuyến của quân Hiệp bang. Lữ đoàn của Chuẩn tướng Michael K. Lawler đã thành lập quyền của dòng Liên minh. Carr sớm được củng cố bởi sư đoàn của Chuẩn tướng Peter J. Osterhaus. Một cuộc đấu pháo bắt đầu, và Osterhaus bị thương ở chân bởi một mảnh đạn pháo. Sau một số chuẩn bị, lữ đoàn của Lawler ập vào, nhanh chóng phá vỡ phòng tuyến Hiệp bang. Lữ đoàn của Vaughn di chuyển về phía sau, và khoảng trống trong phòng tuyến nhanh chóng buộc lữ đoàn của Green phải rút lui. Cuộc tấn công của Lawler chỉ kéo dài ba phút. Lữ đoàn của Cockrell cũng nhanh chóng sụp đổ trong nhiều rối loạn, một người sống sót đã tóm tắt cuộc rút lui là "quy định lúc đó là mạnh ai nấy chạy". Trung đoàn Bộ binh Missouri 1 và 4 (Hợp nhất) đóng vai trò là đạo quân bảo vệ phía sau cho những binh lính Hiệp bang đang mải rút lui, vì đây là một trong số ít các đơn vị vẫn còn hoạt động. Hiệp bang mất một số đại bác trong cuộc rút lui do những con ngựa ở khẩu đội của Wade, khẩu đội của Guibor và một phần khẩu đội của Landis đã được đặt ở phía bên kia của con sông nên không kịp để lôi theo cùng với pháo. Phe Hiệp bang tổng cộng đã mất 18 khẩu pháo tại sông Big Black. Các binh sĩ Hiệp bang khi rút lui đã đốt cháy cả cây cầu và tàu hơi nước. Những người trốn thoát sau đó đã lẩn trốn vào trong các công sự tại Vicksburg cố thủ.
Trung sĩ William Wesley Kendall thuộc Trung đoàn Bộ binh Indiana 49 đã được trao Huân chương Danh dự vì đã lãnh đạo một đại đội trong cuộc tấn công chính của Liên bang. Ông là một trong những người lính Liên bang đầu tiên bước vào công sự của phe Hiệp bang.

## Hậu chiến và công việc bảo tồn

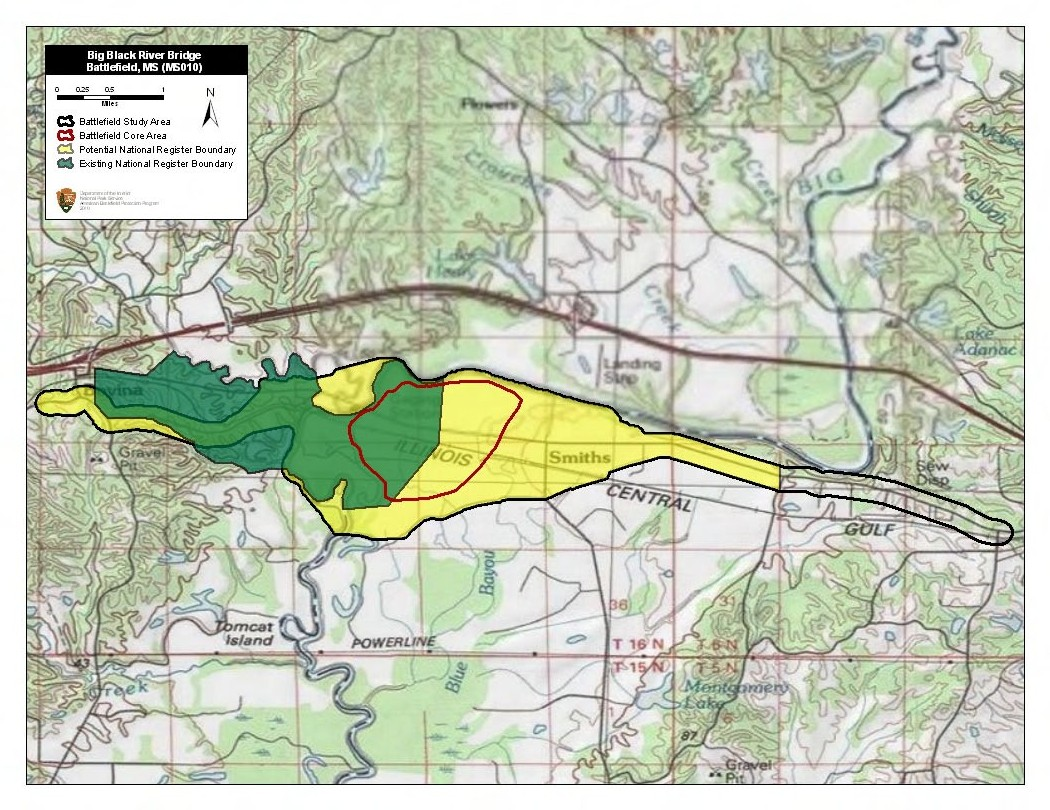
Bản đồ khu vực chiến trường chính và khu vực nghiên cứu nghiên cứu của Chương trình bảo vệ chiến trường Hoa Kỳ

Hiệp bang mất 1.751 người; gần 1.700 binh sĩ bị bắt làm tù nhân. Tổng số thương vong của Liên bang chỉ là 273 hoặc 276 người. Sau trận chiến này, Cuộc vây hãm Vicksburg bắt đầu vào ngày 18 tháng 5. Grant đã cố gắng thực hiện một cuộc tấn công quy mô lớn vào các công sự ở Vicksburg vào ngày 22 tháng 5, nhưng không hiệu quả. Nỗ lực gài mìn dưới các phòng tuyến của quân Hiệp bang vào ngày 25 tháng 6 và ngày 1 tháng 7 cũng không thể phá vỡ tuyến phòng thủ của họ. Tuy nhiên, do thiếu tiếp viện và lương thực, Pemberton đã đầu hàng phe Liên bang vào ngày 4 tháng 7.
Địa điểm nơi xảy ra trận chiến đã được liệt kê vào Sổ bộ Địa danh Lịch sử Quốc gia Hoa Kỳ năm 1971 với tên gọi Chiến trường sông Big Black. Tính đến  năm 2020, nhiều phần trụ của cây cầu sắt từng tồn tại trong trận chiến vẫn còn ở ngã ba sông Big Black. Một con đường mòn chạy dọc theo bờ sông, và một cột mốc lịch sử cũng được dựng lên ở khu vực lân cận chiến trường, mặc dù bản chất khu vực này là thuộc sở hữu tư nhân. Tổ chức Civil War Trust sau đó đã mua lại và bảo tồn 28 mẫu Anh (11 ha) diện tích chiến trường lịch sử này.